# Cantón de Briouze
El cantón de Briouze era una división administrativa francesa, que estaba situada en el departamento de Orne y la región de Baja Normandía.

## Composición
El cantón estaba formado por quince comunas:
- Briouze
- Craménil
- Faverolles
- La Lande-de-Lougé
- Le Grais
- Le Ménil-de-Briouze
- Les Yveteaux
- Lignou
- Lougé-sur-Maire
- Montreuil-au-Houlme
- Pointel
- Saint-André-de-Briouze
- Saint-Georges-d'Annebecq
- Saint-Hilaire-de-Briouze
- Sainte-Opportune

## Supresión del cantón de Briouze
En aplicación del Decreto n.º 2014-247 de 25 de febrero de 2014, el cantón de Briouze fue suprimido el 22 de marzo de 2015 y sus 15 comunas pasaron a formar parte; doce del nuevo cantón de Athis-de-l'Orne y tres del nuevo cantón de Magny-le-Désert.